# 14185 Ван Несс
14185 Ван Несс (14185 Van Ness) — астероїд головного поясу, відкритий 21 листопада 1998 року.
Тіссеранів параметр щодо Юпітера — 3,394.